# Д'Ансельм, Жак Бернар Модест
Жак Бернар Модест Д’Ансельм (фр. Jacques Bernard Modeste d'Anselme; 22 июля 1740, Апт — 17 сентября 1814, Париж) — французский военачальник, генерал Французской революционной армии, первый командующий Варской и Итальянской армии. Позже был отправлен под арест и отстранён от командования армией, пережил период террора. Его имя высечено в 23 столбце южной опоры Триумфальной арки (Париж).

## Биография
Родился в городе Апт, в семье военного суассонского полка. В 1756 году служил на острове Менорка. 18 апреля 1770 года стал кавалером ордена Святого Людовика. Во время войны за независимость США в чине подполковника был прикомандирован к Суассонскому полку. В звании генерал-лейтенанта взял графство Ниццу, крепость Монт-Альбан и Вильфранш-сюр-Мер но получил поражение под Соспелем и заключён в тюрьму до термидорианской реакции. Скончался в 1814 году, похоронен на кладбище Пер-Лашез.